# Лайскі
Лайскі (пол. Łajski) — село в Польщі, у гміні Велішев Леґьоновського повіту Мазовецького воєводства. Населення — 1683 особи (2011).
У 1975-1998 роках село належало до Варшавського воєводства.

## Демографія
Демографічна структура станом на 31 березня 2011 року:
|          | Загалом | Допрацездатний вік | Працездатний вік | Постпрацездатний вік |
| -------- | ------- | ------------------ | ---------------- | -------------------- |
| Чоловіки | 837     | 204                | 572              | 61                   |
| Жінки    | 846     | 180                | 521              | 145                  |
| Разом    | 1683    | 384                | 1093             | 206                  |